# La Bibliothèque idéale de la SF

La Bibliothèque idéale de la SF est une des parties de l'ouvrage La Bibliothèque idéale, édité par les éditions Albin Michel en 1988, sans nom d'auteur(s). L'ouvrage liste notamment 49 romans de science-fiction considérés comme « remarquables ».

## Liste des ouvrages référencés
| Auteur                                 | Titre                                        |
| -------------------------------------- | -------------------------------------------- |
| Poul Anderson                          | La Patrouille du temps                       |
| Isaac Asimov                           | Fondation                                    |
| Alfred Angelo Attanasio                | Radix                                        |
| James Graham Ballard                   | I.G.H.                                       |
| René Barjavel                          | Ravage                                       |
| Stefano Benni                          | Terra !                                      |
| Pierre Billon                          | L'Enfant du cinquième nord                   |
| Ray Bradbury                           | Chroniques martiennes                        |
| Fredric Brown                          | Martiens, Go Home!                           |
| John Brunner                           | Tous à Zanzibar                              |
| Serge Brussolo                         | Les Lutteurs immobiles                       |
| Anthony Burgess                        | L'Orange mécanique                           |
| C. J. Cherryh                          | Hestia                                       |
| John Christopher                       | Les Tripodes                                 |
| Arthur C. Clarke                       | 2001 : l'Odyssée de l'espace                 |
| Philip K. Dick                         | Ubik                                         |
| Philip José Farmer                     | Les Amants étrangers                         |
| Daniel F. Galouye                      | Le Monde aveugle                             |
| William Gibson                         | Neuromancien                                 |
| Robert A. Heinlein                     | Une porte sur l'été                          |
| Frank Herbert                          | Dune                                         |
| K. W. Jeter                            | Dr Adder                                     |
| Michel Jeury                           | Les Yeux géants                              |
| Emmanuel Jouanne                       | Nuage                                        |
| Tanith Lee                             | Ne mords pas le soleil !                     |
| Ursula K. Le Guin                      | La Main gauche de la nuit                    |
| Stanislas Lem                          | Solaris                                      |
| Ira Levin                              | Les Femmes de Stepford                       |
| Robert Merle                           | Malevil                                      |
| Kevin O'Donnell                        | Ora:cle                                      |
| Pierre Pelot                           | Delirium Circus                              |
| Christopher Priest                     | Le Monde inverti                             |
| Kim Stanley Robinson                   | Le Rivage oublié                             |
| Clifford D. Simak                      | Demain les chiens                            |
| Theodore Sturgeon                      | Les Plus qu'humains                          |
| Richard Matheson                       | Je suis une légende                          |
| Michael Moorcock                       | Le Navire des glaces                         |
| Robert Sheckley                        | Pèlerinage à la Terre                        |
| Robert Silverberg                      | L'Homme dans le labyrinthe                   |
| Cordwainer Smith                       | Les Seigneurs de l'instrumentalité           |
| Norman Spinrad                         | Jack Barron et l'Éternité                    |
| Pierre Stolze                          | Marilyn Monroe et les samouraïs du père Noël |
| Arcadi Strougatski / Boris Strougatski | Stalker                                      |
| Walter Tevis                           | L'Homme tombé du ciel                        |
| A. E. van Vogt                         | À la poursuite des Slans                     |
| Jules Verne                            | De la Terre à la Lune                        |
| Herbert George Wells                   | La Guerre des mondes                         |
| Joëlle Wintrebert                      | Chromoville                                  |
| Stefan Wul                             | Oms en série                                 |
| Ievgueni Zamiatine                     | Nous autres                                  |